# Cyclononeen
Cyclononeen is een cyclische verbinding met als brutoformule C9H16. De stof komt voor als een kleurloze vloeistof die onoplosbaar is in water.

## Stereochemische eigenschappen
Cyclononeen bezit een dubbele binding, waardoor er twee isomeren bestaan: een cis- en trans-isomeer. Het cis- of (Z)-isomeer komt in de praktijk het meest voor, wegens stabieler conform de lagere ringspanning.